# Евакуація в СРСР під час Другої світової війни
Евакуація в СРСР під час Другої світової війни проводилась в початковий період війни із зони, яка була найвразливіша до ударів противника у східні регіони країни. Під евакуацію потрапили не лише населення, але й промислові підприємства, культурні та наукові установи, запаси продовольства, сировина та інші мінеральні ресурси. Евакуація дозволила зберегти основну економічну базу країни і стала одним із факторів, які забезпечили загальну перемогу.
Організацією евакуації керувала Рада з евакуації, яка була створена 24 червня 1941 року постановою ЦК ВКП(б) та РНК СРСР. 
 Раду створили у складі: Каганович Л. М. (голова), Косигін О. М. (заступник голови), Швернік М. М. (заступник голови), Шапошніков Б. М., Круглов С. Н., Попков П. С., Дубровін Н.Ф., Кирпичников П.І. 
26 червня  А. І. Мікоян  був призначений 1-м заступником голови Ради, а Памфілов К. Д. був ввдений до складу Ради та призначений заступником голови після створення Управління з евакуації населення де він був головою. 
27 червня до складу ради було введено Л. П. Берію. 
 Рада з евакуації не мала своїх органів тому вся робота на місцях покладалася на голів РНК республік, облвиконкомів та райвиконкомів та під їхню особисту відповідальність.
В 1941—1942 роках різноманітним транспортом було евакуйовано близько 17 мільйонів осіб. За неточними даними, протягом півроку 1941 року на схід лише залізницями було перевезено 2593 промислових підприємства. Близько 70% із них було розміщено на Уралі, в Західному Сибіру, Середній Азії та Казахстані, інші — на Поволжі та Східному Сибіру. Разом з промисловими підприємствами було евакуйовано 30-40% робітників, інженерів та техніків. За інші півроку 1941 року було евакуйовано 2,4 мільйон голів скоту.

## Евакуація з України
26 червня 1941 в УРСР створено Республіканську комісію з евакуації на чолі з заступником голови РНК УРСР Д.Жилою. 
27 червня з'явилася таємна постанова ЦК ВКП(б) та РНК СРСР «Про порядок вивезення та розміщення людських контингентів та цінного майна» яка описувала евакуацію таким чином:
Насамперед евакуації підлягають:
а) найважливіші промислові цінності; 

б) кваліфіковані робітники, інженери та службовці разом із евакуйованими з фронту підприємствами, населення, насамперед молодь, придатна для військової служби, відповідальні радянські та партійні працівники;
 
3. Все цінне майно [..] залишене на місці [..] повинне бути [...] знищено та спалено.
16 липня 1941 Раду з евакуації очолив 1-й секретар ВЦРПС М.Шверник.
З Києва було вивезено обладнання 197 промислових об'єктів: заводи «Арсенал», «Більшовик», «Ленінська кузня», «Укркабель», авіаційного, верстатобудівного, ім. Артема та ін.
Згідно з планом значну кількість вантажопотоку з УРСР передбачалося вивезти на східне узбережжя Чорного моря через морський порт в Одесі. Але цьому перешкоджали дії німецької авіації. Евакуаційні роботи ускладнило також те, що за наказом військового командування в акваторії неподалік порту були встановлені мінні поля (на початку це навіть повністю паралізувало функціонування порту). Крім того, оскільки керівництво Чорноморського пароплавства перебралося до Ростова-на-Дону (нині місто в РФ), то це також заважало ефективному керуванню евакуаційними роботами. Транспортний флот незадовільно забезпечувався пальним, технічними матеріалами, харчовими продуктами, а головне — озброєнням, залишаючись без належного прикриття з повітря. Це спричинило значні втрати в людях і вантажах. Та попри все з Одещини морем було вивезено 139 тис. т устаткування (залізницею — 51 тис. т).
7 серпня Рада з евакуації ухвалила рішення про вивезення промислових підприємств Правобережної України, а вже 18 серпня 1941 Державний комітет оборони (ДКО СРСР) видав розпорядження про порядок евакуації з Лівобережної України. В стислі терміни демонтувалося й вивозилося обладнання 16 об'єктів наркомату чорної металургії, 4 — наркомату середнього машинобудування, 8 — наркомату земельних справ, Дніпродзержинської державної районної електростанції, Криворізької та інших електростанцій. Протягом 7–10 днів робітники та інженерно-технічний персонал демонтували, завантажили та вивезли устаткування металургійних заводів ім. Петровського (м. Дніпропетровськ) й ім. Дзержинського (м. Дніпродзержинськ), Нікопольських коксохімічного й Південнотрубного заводів, гірничорудних підприємств — усього 99 тис. вагонів з найціннішими вантажами. Щодня відправлялося на схід по 800—900 вагонів з обладнанням, сировиною, матеріалами запорізьких індустріальних гігантів. На підготовку до вивезення й для вантажних робіт на «Запоріжсталі» (м. Запоріжжя) задіяли 9 тис. осіб.
Евакуація в Харкові почалася після відповідного розпорядження ДКО СРСР від 16 вересня 1941. До 20 жовтня 1941 з Харківського тракторного заводу було вивезено 3745 верстатів та 4673 фахівці, а з усіх 34 великих підприємств разом відправлено 320 ешелонів з устаткуванням, матеріалами та 26 тис. обслуговчого персоналу.
Надзвичайно стислі терміни визначалися для евакуації індустріальної бази Донбасу. На переміщення Макіївського і Сталінського металургійних заводів, Мушкетівського, Рутченківського і Сталінського коксохімічних підприємств, Харцизького трубного, Макіївського трубозварювального заводів відводилося 4–5 діб, Маріупольського металургійного комбінату та супутніх об'єктів — 3 доби. Зволікання з початком евакуації, зважаючи на швидкий наступ гітлерівців, спричинило значні втрати. На підприємствах Донбасу залишилося чимало придатних до використання механізмів, апаратури, виробничих ліній. Для їх знищення армійське командування створювало підривні диверсійні групи. Всього зі Сталінської області (нині Донецька область) вдалося вивезти 4060 вагонів з устаткуванням, матеріалами та людьми. У Ворошиловградській області (нині Луганська область) евакуація відбулася більш планомірно, що дало змогу вивезти до грудня 1941 р. 7810 вагонів з промисловим обладнанням і перебазувати 11 трестів вугільної промисловості. Всього з території УРСР вивезено устаткування 40 об'єктів чорної металургії.
За неповними даними, з Київської області, Миколаївської області, Одеської області, Дніпропетровської області, Запорізької області, Полтавської області, Чернігівської області, Харківської області, Сталінської і Ворошиловградської областей углиб СРСР було переміщено 550 індустріальних об'єктів (190 — союзного та 360 — республіканського підпорядкування). Крім того, для виконання оборонних та будівельних робіт з території УРСР вивезено 24 будівельні організації (15 тис. робітників та інженерно-тех. персоналу).

### Евакуація в Удмуртію
В Удмуртії прийомом підприємств, розміщенням та обліком займались, поряд з місцевою владою, спеціально створені відділки, штаби, евакуаційні пункти. На початковому етапі в Удмуртію були перебазовані переважно невеликі промислові об'єкти та декілька значних. На кінець 1941 року в республіці розміщувалось 41 підприємство:
- в Іжевську — 10
- у Сарапулі — 19
- у Воткінську — 2
- у Глазові — 5
- у Можгі — 3
- у Балезино — 1

В кінці червня-на початку липня стали прибувати перші залізничні состави з евакуйованими громадянами. перший такий потяг прибув в Глазов 28 червня і привіз 170 осіб. 3 та 12 липня в Можгу приїхало 1107 осіб, з яких 509 дітей. 8 та 11 серпня на пристані Каракуліно зійшло 88 родин в кількості 259 осіб. На пароплавах в Сарапул, Каракуліно та Гольяни було доставлено перші групи дітей. Евакуйовані розміщувались у всіх міських та багатьох сільських поселеннях. На 29 липня 1941 року в республіці було 12700 евакуйованих, на 1 червня 1942 року — 63554 особи, з яких 32752 у містах. На 1 липня 1943 року в Удмуртії було розміщено 28999 робітників, службовців та членів їх родин; 49367 дітей. Всього в Удмуртії в 1941—1945 роках перебувало евакуйованих 40 різних національностей. Після липня 1943 року евакуйовані почали повертатись додому, прийом був призупинений, почалась реевакуація.